# 로마 점령
로마 점령(이탈리아어: Presa di Roma)은 1870년 9월 20일에 벌어진 이탈리아 통일 운동의 마지막 전투로, 이탈리아의 신생 입헌군주국이었던 이탈리아 왕국이 교황 비오 9세 치하의 교황령을 점령한 사건이다.
이탈리아군의 로마 점령으로 756년부터 유지되어 왔던 교황령과 교황청의 세속 권력이 종식되고, 로마는 앞서 통일 이탈리아의 명목상 수도로 선포되었던 것을 넘어 실질적 수도로 등각하게 되었다. 오늘날 이탈리아의 여러 도시에서는 이 사건이 벌어진 날을 기념하여 '9월 20일가' (Via XX Settembre)라는 거리명이 붙어 있다.

## 배경

1870년 초 이탈리아 왕국 (하늘색)과 교황령 (보라색)의 강역

1859년 제2차 이탈리아 독립 전쟁 당시 교황령의 대부분 영토는 비토리오 에마누엘레 2세가 다스리던 사르데냐 왕국이 정복하였다. 이듬해 1860년 주세페 가리발디의 천인 원정으로 사르데냐 왕국이 양시칠리아 왕국을 합병하였고, 1861년 3월 17일 이탈리아 왕국의 건국 선언이 이루어졌다. 이 시점에서 신생 이탈리아 왕국은 교황령의 영토로 남아 있는 로마와 라치오 일대, 오스트리아 제국이 왕국 형태로 통치하던 베네토 지방은 통일하지 못하였다. 이 가운데 베네토 지방의 경우 제3차 이탈리아 독립 전쟁 직후인 1866년에 합병된다.
이탈리아 통일 선언 직후 이탈리아 왕국의 초대 총리였던 카밀로 벤소 카보우르 백작이 세상을 떠나면서 그 후임 총리들에게는 베네치아와 로마를 확보해야 한다는 어려운 문제가 남겨졌다. 생전 카보우르는 로마가 수도가 아니면 이탈리아 통일을 완수하지 못한 것이라고 믿어 의심치 않았다. 제2대 총리로 임명된 베티노 리카솔리도 로마로 나아가는 것이 "단순한 권리가 아니라 가차없는 필연"임을 강조하였다. 카보우르는 교황청과의 추후 관계에 관해서도 "자유국의 자유교회"라는 유명한 말을 남겼다. 교황청이 종교 문제는 전적으로 본인들이 자유롭게 행사하되, 정치 문제는 이탈리아 왕국에 완전히 맡겨야 한다는 뜻이었다.
1861년 3월 27일 이탈리아 왕국 의회가 토리노에서 개원하고 로마를 이탈리아의 수도로 선언하였다. 그러나 로마를 실효지배하는 주체는 교황령이었기 때문에 이탈리아 정부는 로마를 영토로 확보하지 않는 이상에야 수도로 삼을 수 없는 상황이었다. 여기에 교황 비오 9세가 현세의 권력을 절대 이양하지 않겠다며 맞섰고, 프랑스의 나폴레옹 3세 황제도 교황을 지원하기 위해 로마시에 프랑스 수비군을 주둔시키고 있었다.

### 프랑스-프로이센 전쟁
1870년 7월 프랑스-프로이센 전쟁이 발발하자 나폴레옹 3세는 8월 초에 이르러 로마에 파견된 수비군을 본국으로 귀환시켰다. 프랑스의 시각에서 조국의 수호를 위해 조금이라도 여유 병력을 동원할 필요가 있었을 뿐만 아니라, 이탈리아가 로마의 주둔군을 빌미로 삼아 프랑스와의 전쟁에 나설지도 모른다고 우려했기 때문이었다. 1866년 오스트리아-프로이센 전쟁에서 이탈리아는 프로이센 과 동맹을 맺었고, 프랑스-프로이센 전쟁 발발 당시 이탈리아 내부 여론도 프로이센의 편이었다. 그러나 프랑스 수비군이 철수하면서 이탈리아는 중립을 유지할 수 있었고, 프랑스와 이탈리아 사이의 긴장은 완화되었다.
상황이 급변한 것은 9월 2일 스당 전투에서 나폴레옹 3세가 이끄는 군대가 항복하면서부터였다. 나폴레옹 3세는 그 길로 체포되어 폐위되었으며, 전장에 동원된 프랑스 최고의 군병력도 프로이센군에게 포로로 잡혔다. 프로이센군은 스당에서의 승리에 이어 파리로 빠르게 진군하였고, 임시 방위정부로 새로 출범한 공화국 정부는 남아있는 병력으로 수도를 방어해야 하는 절박한 상황이었기에, 이탈리아가 어떤 움직임을 보이든 군사적으로 보복할 상황이 아닐 것이 분명해졌다. 프랑스 공화정부는 제정 시절에 비해 교황청에 호의적인 입장은 아니었으며, 교황의 지위를 수호하려는 정치적 의지도 갖고 있지 않았다.
교황령은 유럽의 정세가 자신들에게 상당히 불리하게 돌아가는 상황임에도 1870년 7월 제1차 바티칸 공의회를 주최하고, '교황의 결정은 성령의 특은으로 보전되어 오류가 있을 수 없다'는 교황 무류성의 원칙을 선언하는 모습을 보였다.

## 시초

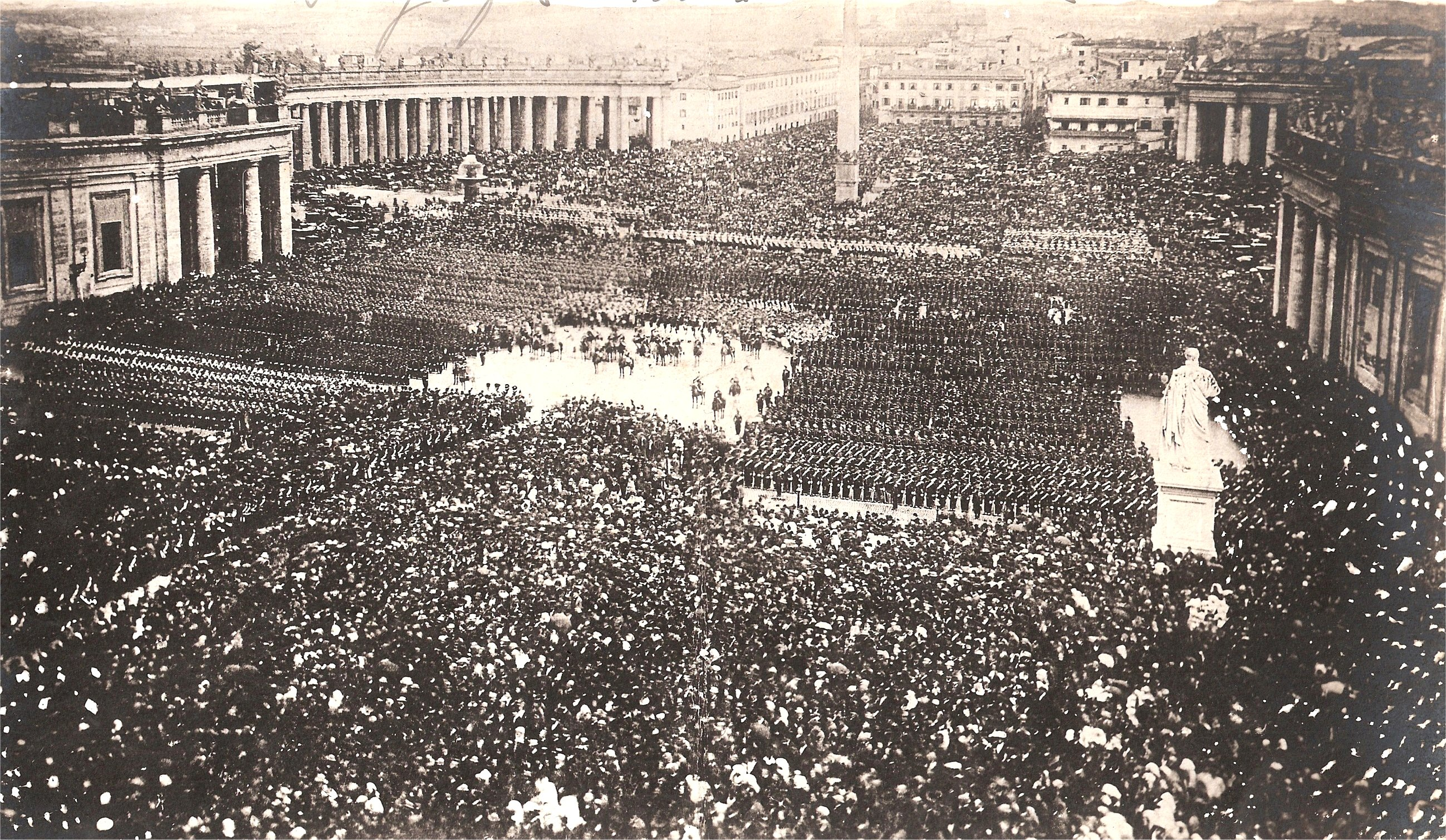
1870년 4월 25일 성 베드로 광장의 교황 비오 9세가 교황령 군대를 마지막으로 축복하는 광경

1870년 9월, 비토리오 에마누엘레 2세는 가능한 한 무력충돌을 막고 양국 간의 체면을 지키기 위하여 구스타보 폰차 디 산 마르티노 백작을 교황 비오 9세에게 특사로 보내, 교황을 보호한다는 명목으로 이탈리아군이 로마에 평화롭게 입성하게 해 달라는 서한을 전달하였다. 국왕의 서한과 함께 폰차 백작은 조반니 란차 총리가 작성한 10개 조항도 전달하였다. 여기에는 이탈리아 왕국과 교황청 간 관계의 기반이 될 내용이 담겼다.
이 조항에 따르면 교황은 자신의 주권 불가침성과 특권을 유지하게 되며, 레오니네시를 "교황청의 완전한 관할권과 주권 하에" 두도록 하였다. 이탈리아 왕국은 교황이 세계 가톨릭계와 소통할 수 있는 자유를 보장할 뿐만 아니라, 교황청 대사와 대외 사절, 교황청 주재 외교관 모두에게 외교관 면책특권을 보장하도록 하였다. 또 이탈리아 정부는 교황과 추기경에게 현재 교황령의 국가 예산으로 책정된 금액과 동일한 연간예산을 영구히 지급하고, 모든 교황령 측 공무원과 군인들을 국가 급여에 포함시켜 연금 전액을 지급하도록 하였다. 여기에는 그들 모두가 이탈리아인이라는 대전제가 작용하였다.
서한을 읽은 교황은 격렬한 반응을 보였다. 라파엘레 데 체자레(Raffaele De Cesare)는 당시의 풍경을 다음과 같이 기록하고 있다.
[1870년 9월 10일] 교황은 산 마르티노 백작을 접견하면서 호의적이지 못한 모습을 보였다. 비오 9세는 스스로 격렬한 분노를 표출하고 말았다. 그는 국왕의 서한을 탁자에 내던지며 이렇게 외쳤다. "충성심 한번 대단하구나! 그대들은 전부 독사 무리요, 회칠한 무덤이요, 믿음이 없는 자들이다". 교황은 국왕으로부터 받은 다른 서한을 거론했던 것 같다. 흥분을 가라앉힌 교황은 다시 외쳤다. "나는 선지자도 아니고 선지자의 아들도 아니지만 내 감히 말하건대 그대들은 결코 로마에 다시 한번 발을 들이지 못할 것이다!". 산 마르티노는 모욕감을 이기지 못하고 그 다음날 바로 떠나고 말았다.

폰차 백작은 란차 총리에게 교황이 최후통첩을 거부했다고 알렸다. 다음날인 9월 11일, 라파엘레 카도르나 장군이 지휘하는 이탈리아군이 로마를 점령할 목적으로 교황령에 진입, 9월 16일에는 항구 도시 치비타베키아를 점령하였다. 오르비에토, 비테르보, 알라트리, 프로시노네 등 라치오 지역 각지의 요새를 지키던 교황령 수비대도 후퇴에 나섰다.
이탈리아 정부는 여전히 무력으로 수도를 점령하는 것을 피하고 싶은 입장이었기에, 같은 날 카도르나 장군은 로마의 평화로운 항복을 호소하는 마지막 서신을 교황청에 전달하였다. 로마 주둔 교황군 사령관인 헤르만 칸츨러 장군에게 보낸 편지에서 카도르나는 공격에 나선 군병력과 방어군 병력 사이의 격차를 강조하며 교황군이 저항하지 말 것을 재차 요청하였다. 그러나 칸츨러는 카도르나 장군에게 공격으로 인해 발생하는 모든 사상자는 "하느님과 역사의 재판 앞에서" 책임지게 될 것이라는 답변과 함께 항복을 거부하였다.

## 점령 과정

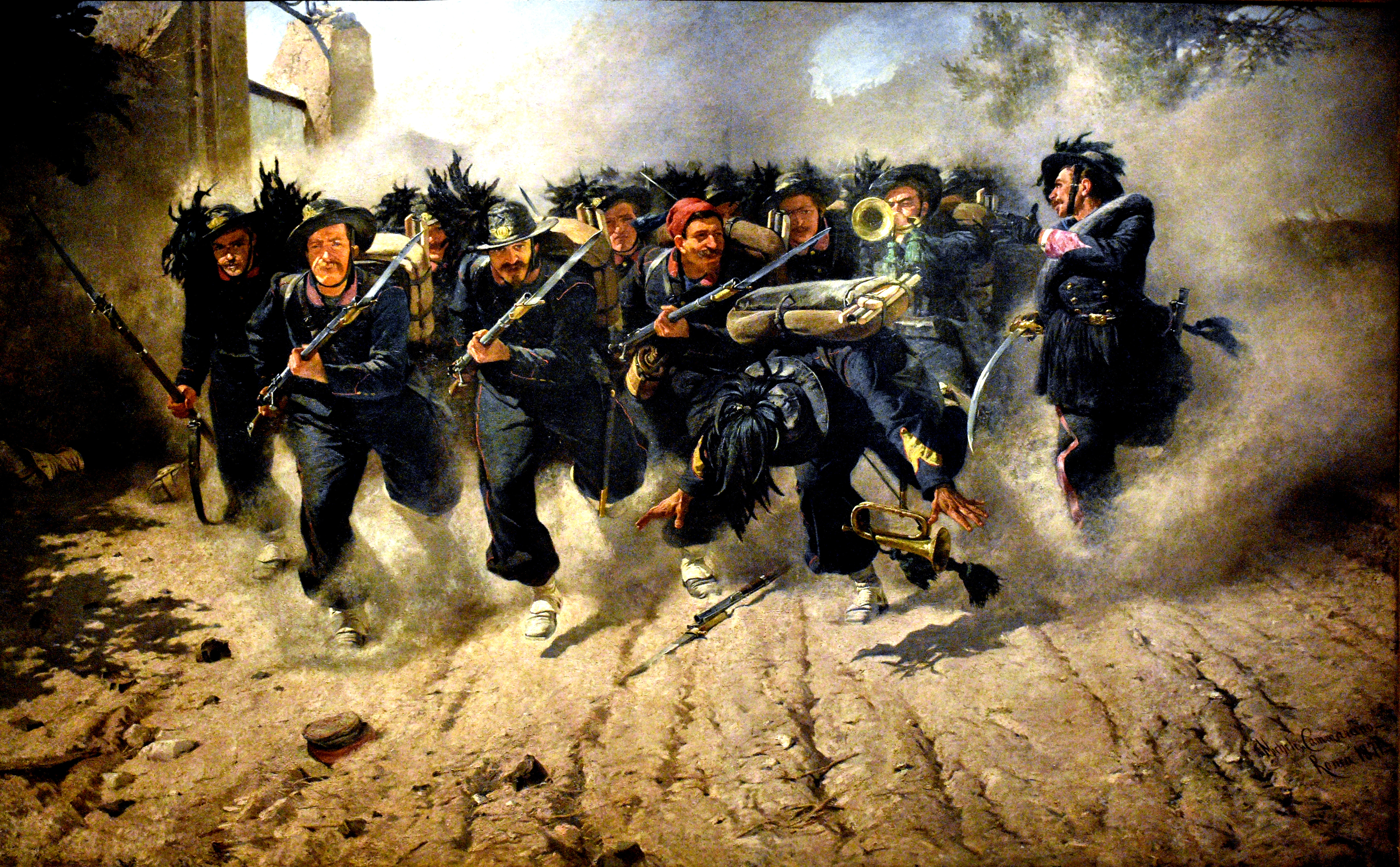
미켈레 캄마라노의 <포르타 피아를 점령하는 베르살리에리> (1871년)

1870년 9월 18일, 이탈리아 전쟁장관 체사레 리코티마냐니는 카도르나에게 로마를 공격하되 교황의 영토로 남을 레오니네시는 최대한 건드리지 말 것을 주문하였다. 작전계획은 카도르나 장군이 완전히 맡게 되었으며, 이탈리아군을 고대 로마의 성벽인 아우렐리아누스 방벽으로 진격시키는 것으로 본격적인 로마 공략에 나섰다.

당시 칸츨러 장군이 지휘하는 교황군은 스위스 근위대, 팔라티노 근위대는 물론 프랑스, 오스트리아, 네덜란드, 스페인 등 외국 자원병으로 구성된 교황 조아브병도 참전하고 있었으며 이들의 병력규모는 총 13,157명에 달했으나, 이탈리아측 병력은 약 50,000명에 달하며 상당한 격차를 보였다. 로마 시민들의 참전과 관련해 로마 주재 미국 영사였던 메이틀랜드 암스트롱은 시민들 사이에서 그럴 의지는 없는 것으로 보인다고 증언하였으며, 실제로 도시 전체를 통틀어 교황의 참전 요청에 응답한 시민은 200여명에 불과하였다.

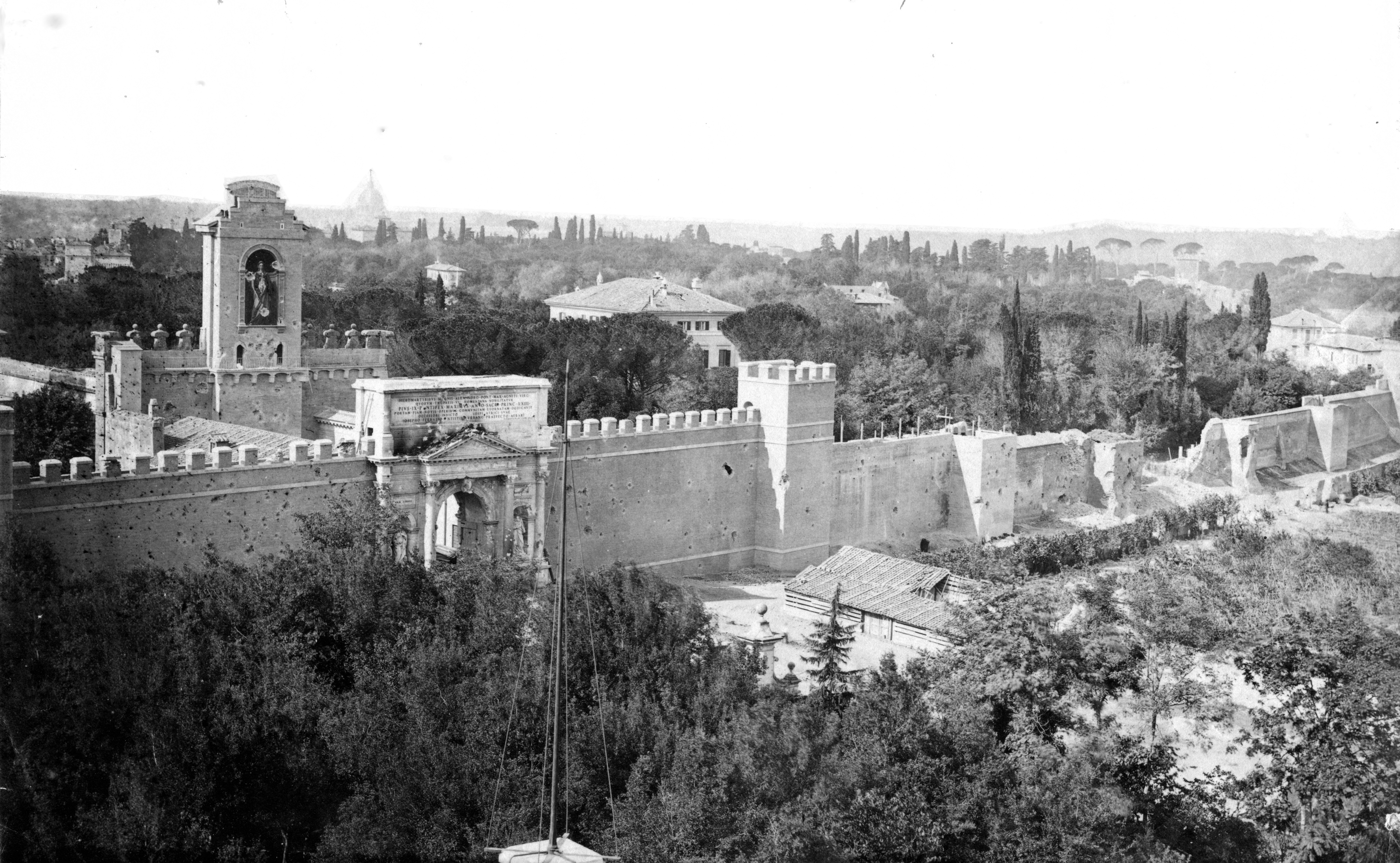
로마 점령 당시 이탈리아 포병대의 사격으로 뚫려버린 아우렐리아누스 성벽 (오른쪽)과 포르타 피아 (왼쪽)

이탈리아군은 9월 19일 아우렐리아누스 방벽에 도달, 로마 포위전에 나섰다. 교황 비오 9세는 교황군이 끝까지 항전해야지만 로마의 함락을 승복할 것이라는 결정을 내리고, 이탈리아가 무력을 동원해 로마 점령을 진행하고 있으며 자유에 기반한 것이 아님을 분명히 하였다. 9월 20일 오전 5시, 이탈리아 포병대가 아우렐리아누스 방벽에 포격을 가하기 시작하였다. 카도르나 장군은 주공세 병력을 지휘하였고, 도시 반대편의 보조공세는 니노 빅시오 장군이 지휘하며 교황군의 주의를 분산시키는 임무를 맡았다. 포격이 시작된 지 몇 시간 후, 이탈리아군은 포르타 피아 인근의 방벽을 뚫는 데 성공하고 그 틈새 사이로 이탈리아군이 로마 시내에 진입하기 시작하였다. 이 때 치러진 교황군과의 전투에서 이탈리아군 49명, 교황군 19명이 전사한 것으로 알려져 있으나, 2009년 바티칸 군사자료 연구에서 드러난 양국의 피해규모는 교황군 측은 12명이 전사하고 47명이 부상당했으며, 이탈리아군 측은 32명이 전사하고 145명이 부상한 것으로 집계되어 조금 다른 양상이지만, 로마 방어전이 무혈상태에서 치러진 것은 아니라는 점에서는 변함이 없다.

로마가 함락될 당시 포르타 피아 위로 넘어간 교황기

이탈리아군이 공격 개시에 나선 지 한 시간이 지난 오전 6시, 각국 외교사절이 교황을 만나기 위해 사도궁에 도착하기 시작하였다. 여기에는 프랑스 대사, 오스트리아-헝가리 대사, 프로이센 대사 등이 포함되었다. 이후 오전 9시경에는 비오 9세와 수행원단, 외교사절단이 교황 도서관에 모여들었다. 교황 비오 9세는 칸츨러의 참모장으로부터 포르타 피오 인근에서 이탈리아군이 침입해 들어오기 시작했다는 소식을 전달받았다. 얼마 지나지 않아 카도르나 장군이 항복 조건을 교황군측에 전달, 빌라 알바니에서 칸츨러 장군이 항복문서에 서명함으로서, 레오니네시를 제외한 로마시 전체가 이탈리아 왕립군의 점령 하에 놓이게 되었다. 성 베드로 대성당의 돔 위에는 백기가 게양되었고, 패배한 교황군은 이탈리아군의 통제에 따라 성 베드로 광장으로 호송되었다.
로마가 함락될 당시 포르타 피아 위로 넘어간 교황기는 검은 귀족의 루스폴리 가문이 보관해 왔다. 크리스티나 공주가 처음 손에 넣었던 교황기는 141년 동안 귀족가문에서 보관해 오다 2011년 바티칸시국 국가헌병대의 수호성인인 성 미카엘 대천사 기념일을 맞아 바티칸 국무장관 타르치시오 베르토네 추기경에게 전달되었다.

## 여파

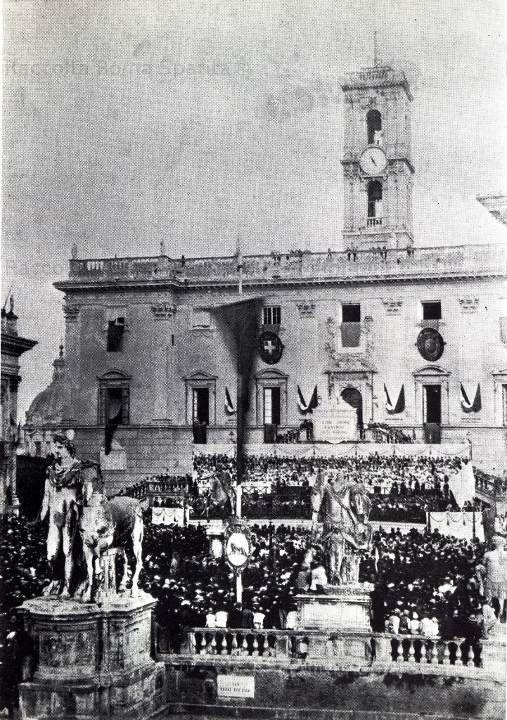
1871년 세나토리오 궁전에서 열린 로마 합병 국민투표 기념식

항복 조건으로 명시된 바에 따라 교황군은 전격 해체되었으며 외국인 병사들은 즉시 본국으로 송환되었다. 다만 교황은 스위스 근위대, 귀족근위대, 팔라티노 근위대를 둘 수 있도록 하였다. 교황군 대다수가 해산된 가운데 9월 21일에는 레오니네시에서 교황 비오 9세를 규탄하는 시위가 벌어지기도 하였다.
란차 총리는 로마 합병의 정당성을 묻는 국민투표를 계획하였으며, 1870년 10월 2일 로마 시 전역에서 투표가 실시되었다. 총 투표수 167,548표 가운데 찬성표는 133,681표, 반대표는 1,507표로 집계되어, 로마 시민은 이탈리아와의 통합에 압도적인 지지를 보냈다. 1870년 10월 9일 로마와 라치오 지방을 이탈리아 왕국에 편입한다는 내용의 왕실령을 선포하였다. 비오 9세는 국민투표의 압도적인 찬성표를 확보하기 위해 선거 폭력이 동원되었다며 비난하였다. 11월 1일 <레스피치엔테스> (Respicientes)란 제목의 회칙을 발표하고 비토리오 에마누엘레 2세 국왕을 비롯한 침략자들에게 대대적인 파문을 선언하였다.
이탈리아 정부는 비오 9세에게 레오니네시에 대한 주권을 약속하고 불가침 원칙을 보장한다는 입장을 밝혔으나, 교황은 여전히 기존 교황령 영토를 포기하지 않겠다는 입장을 고수하였으며, 교황군의 해산에 대해서도 몇 남지 않은 경비병으로는 이렇게 작은 영토에서도 공공질서를 확보할 수가 없다는 주장을 내세웠다. 1871년 5월 13일, 이탈리아 의회는 교황의 외교권 독립과 이탈리아 정부의 연간 보조금을 비롯한 특권을 부여한다는 내용의 보증법을 제정하였다. 이러한 조치는 가톨릭 국가를 비롯한 국제 사회로부터 환영받았으나, 정작 비오 9세 본인은 자신이 '바티칸의 포로'라며 이탈리아 측의 특권을 받아들이지 않았다.

## 유산

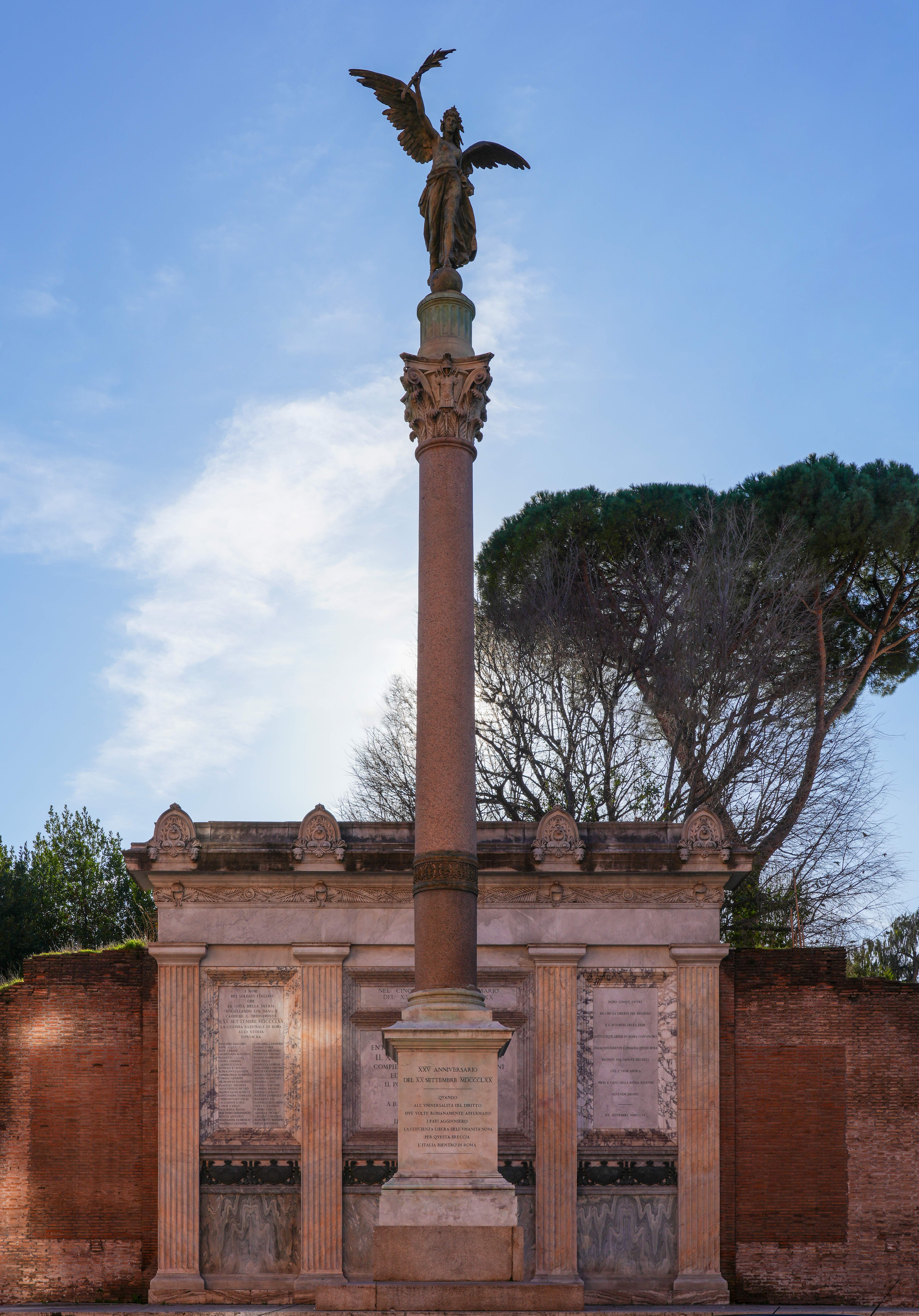
포르타 피아 인근의 방벽 파괴현장에 세워진 로마 점령 기념상과 원주

로마 점령 이후 근 60년 동안 교황청과 이탈리아 정부는 적대적인 관계를 유지해 왔다. 이와 더불어 교황의 세속적 지위를 어디까지 승인해야 하느냐는 '로마 문제'가 부상하기 시작하였다.
1926년 파시스트 이탈리아 정부와 교황청 간에 로마 문제의 해결을 위한 협상이 시작되어, 1929년 2월 11일 이탈리아 국왕 비토리오 에마누엘레 3세를 대리한 베니토 무솔리니 총리와, 교황 비오 11세를 대리한 국무원장 추기경 피에트로 가스파리가 라테라노 조약을 체결함으로서 마무리되었다. 당시 서명식이 라테라노궁에서 진행되어 이러한 명칭이 붙었다. 라테라노 조약 제1조에서 이탈리아국은 1848년 이탈리아 왕국 헌법으로 확립된 "교황의 로마 가톨릭교가 국가의 유일 종교"라는 원칙을 재확인하였다. 성공적인 협상 타결을 기념하기 위해 무솔리니는 바티칸 시국과 로마 중심부를 잇는 '화해의 길' (비아 델라 콘칠리아치오네)을 놓았으며 이는 오늘날까지도 남아 있다.
제2차 세계대전 이후 1948년 제정된 이탈리아 공화국 헌법은 국가와 가톨릭 교회 사이의 관계가 "라테라노 조약을 기반으로 한다"고 명시되어 있다. 1984년 양국은 라테라노 조약을 대대적으로 개정하고, "기존 라테라노 조약에서 언급된, 가톨릭교를 이탈리아국의 유일종교로 둔다는 원칙은 더 이상 유효하지 않은 것으로 간주한다"고 선언하였다. 교황청에 대한 국가 차원의 독자 예산지원도 중단하되, 기독교인은 물론 여타 종교인도 납부할 수 있는 독자 개인소득세 (otto per mille, 오토 페르 밀레)를 통한 예산지원으로 대체하게 되었다.

## 같이 보기
- 로마의 역사
- 로마 공화국 (1849년)
- 로마의 점령 (영화) - 1905년 필로테오 알베리니 감독의 무성영화

## 참고 자료
- Kertzer, David I. (2006). 《Prisoner of the Vatican: The Popes, the Kings, and Garibaldi's Rebels in the Struggle to Rule Modern Italy》. Houghton Mifflin Harcourt. ISBN 0618619194.
- De Cesare, Raffaele. (1909).The Last Days of Papal Rome. London: Archibald Constable & Co.
- Rendina, Claudio (2000). 《Enciclopedia di Roma》. Rome: Newton Compton.
- Coppa, Frank J. (2014). 《The Origins of the Italian Wars of Independence》. Routledge. ISBN 978-1317900443.
- Field, Ron (2012). 《Garibaldi》. Bloomsbury Publishing. ISBN 978-1849083225.
- Bartolini, Giulio (2020). 《A History of International Law in Italy》. Oxford University Press.
- Schapiro, J. Salwyn, PhD, Modern and Contemporary European History (1815–1921) (Houghton Mifflin Company, The Riverside Press Cambridge, 1921, Revised Edition)